# Крымское (Крым)
Кры́мское (до 1948 года — Аве́ль; укр. Кримське, крымскотат. Avel, Авель) — село в Сакском районе Республики Крым, центр Крымского сельского поселения (согласно административно-территориальному делению Украины — Крымского сельского совета Автономной Республики Крым).

## География
Крымское — село на востоке района, лежит в степном Крыму, высота над уровнем моря — 69 м. Соседние сёла: Яркое в 1,5 км на юг, Крайнее в 4 км на северо-восток и Трудовое — в 5 км на северо-запад. Расстояние до райцентра — около 24 километров (по шоссе), ближайшая железнодорожная станция — Яркая (на линии Остряково — Евпатория) — в 2 км. Транспортное сообщение осуществляется по региональной автодороге 35Н-491 от шоссе 35К-004 Симферополь — Евпатория до Крайнего (по украинской классификации С-0-11244.).
Историческое селение Авель располагалось примерно в 1,5 км севернее современного Крымского, что видно ещё на километровой карте Генштаба Красной армии 1941 года, в которой за картооснову, в основном, были взяты топографические карты Крыма масштаба 1:84000 1920 года и 1:21000 1912 года. Время и причины «переезда» на новое место пока не установлены: на весьма неточной карте Крымского статистического управления 1922 года обозначено селение Новый Авель, расположенное как раз южнее старого, а, уже в материалах переписи 1926 года фигурирует одно село, как и на двухкилометровке РККА 1942 года, где Авель уже «на своём месте».

## История
Первое документальное упоминание села встречается в Камеральном Описании Крыма… 1784 года, судя по которому, в последний период Крымского ханства Эвъвель входил в Каракуртский кадылык Бахчисарайского каймаканства. Видимо, во время присоединения Крыма к России население деревни выехало в Турцию, поскольку в ревизских документах конца XVIII — первой половины XIX веков не встречается. После создания 8 (20) октября 1802 года Таврической губернии, Авель территориально находился в составе Тулатской волости Евпаторийского уезда.
Военные топографы, в свою очередь, отмечали брошенное поселение на картах: в 1817 году деревня Авель обозначена пустующей. Видимо, жители вскоре вернулись, поскольку в «Ведомости о казённых волостях Таврической губернии 1829 года», составленной после реформы волостного деления 1829 года, Авель, уже как жилой, отнесён к Темешской волости (переименованной из Тулатской). На карте 1836 года в деревне 20 дворов, как и на карте 1842 года.
В 1860-х годах, после земской реформы Александра II, деревню приписали к Абузларской волости. Согласно «Памятной книжке Таврической губернии за 1867 год», деревня Авель была покинута жителями в 1860—1864 годах, в результате эмиграции крымских татар, особенно массовой после Крымской войны 1853—1856 годов, в Турцию. В «Списке населённых мест Таврической губернии по сведениям 1864 года», составленном по результатам VIII ревизии 1864 года, Авель — владельческая татарская деревня, с 6 дворами, 32 жителями и мечетью при колодцах. По обследованиям профессора А. Н. Козловского 1867 года, глубина колодцев в деревне составляла 17—20 саженей (35—40 м), но вода в них была солёная и горькая. На трехверстовой карте Шуберта 1865—1876 года в деревне Авель те же 6 дворов. По «Памятной книге Таврической губернии 1889 года», по результатам Х ревизии 1887 года, в деревне Авель числилось 23 двора и 135 жителей. На верстовой карте 1890 года в деревне обозначен 21 двор с немецким населением, а, согласно «…Памятной книжке Таврической губернии на 1892 год», в деревне Авель, входившей в Биюк-Токсабинский участок, числилось 27 жителей в 4 домохозяйствах.
Земская реформа 1890-х годов в Евпаторийском уезде прошла после 1892 года, в результате Авель приписали к Камбарской волости. Видимо, деревня к тому времени опустела, поскольку, согласно энциклопедическому словарю «Немцы России», в 1897 году земли деревни (2700 десятин) были приобретены в собственность немцами лютеранами из беловежских колоний. По «…Памятной книжке Таврической губернии на 1900 год» в деревне числилось 98 жителей в 16 домохозяйствах, в 1904, согласно энциклопедическому словарю, — 74, а в 1911 — 83 жителя. На 1914 год в селении действовала лютеранская земская школа. По Статистическому справочнику Таврической губернии. Ч.II-я. Статистический очерк, выпуск пятый Евпаторийский уезд, 1915 год, в деревне Авель Камбарской волости Евпаторийского уезда числилось 16 дворов (все дворы с землёй) с немецким населением в количестве 48 человек приписных жителей и 53 — «посторонних», из которых 54 мужчины и 47 женщин. Жители владели 1877 десятинами удобной земли. В хозяйствах имелось 143 лошади, 108 волов, 53 коровы и 40 голов мелкого скота (в 1918 году — 86 человек). Согласно списку 1915 года «…русских подданных из австрийских, венгерских или германских выходцев» землевладельцев, опубликованном в газете «Таврические губернские ведомости» в апреле 1915 года, при деревне Авель значились: Фридрих Иоганович Бауэр, имевший 40 десятин 1275 квадратных саженей и его сестра Розина — 10 дес. 1200 кв. саж. земли. Семья Шторц из 5 чекловек владела 393 дес. 1507 кв. саж.; Иоган Георгиевич и Амалия Георгиевна Шнайдер — по 13 дес., а Шнайдер Христофор Готфридович владел усадьбой в 2 дес. 600 кв. саж. Самым крупным землевладельцем был Траутер Георгий Томасович — 159 десятин земли.

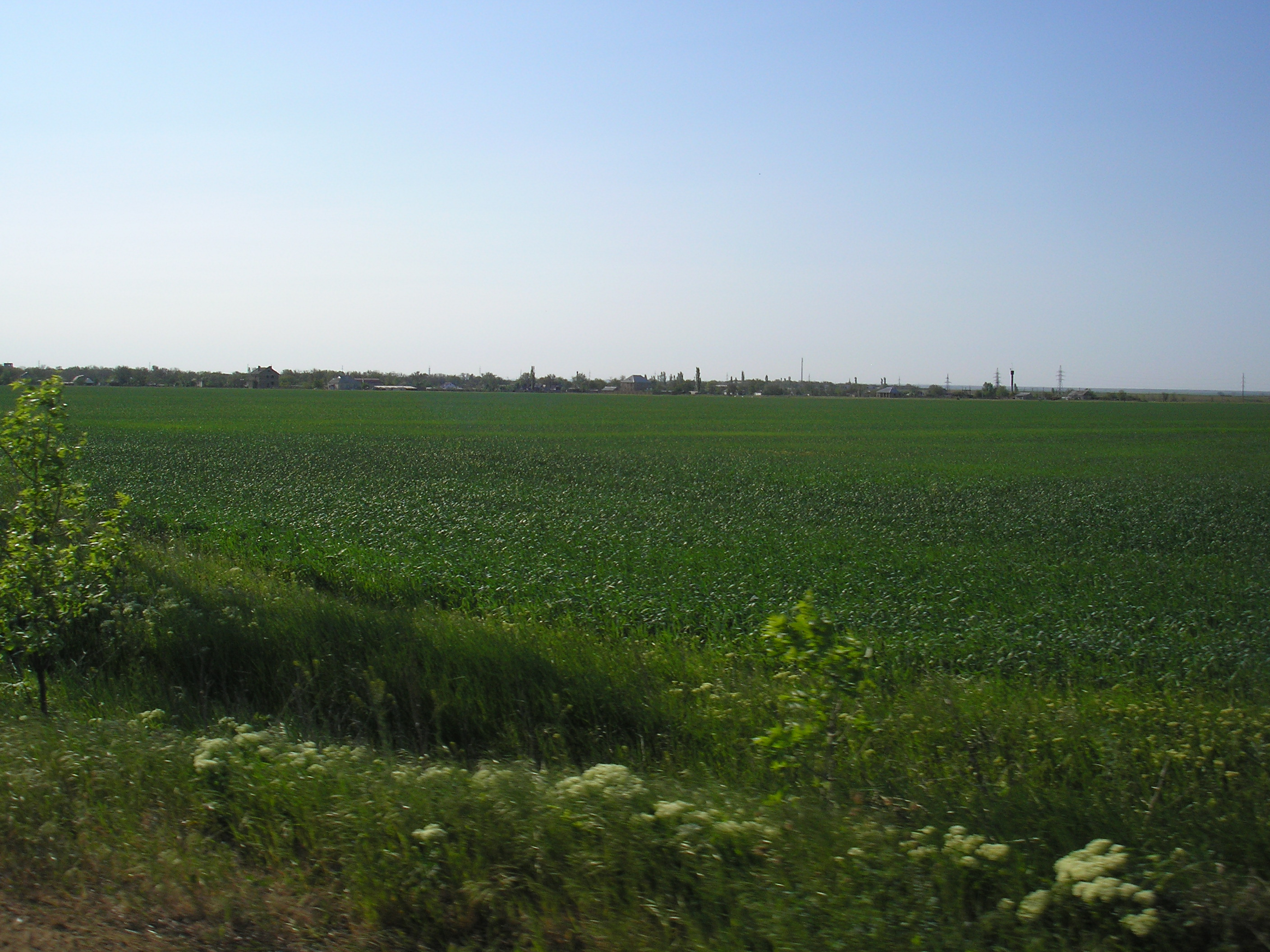

После установления в Крыму Советской власти, по постановлению Крымревкома от 8 января 1921 года была упразднена волостная система и село включили в состав вновь созданного Сарабузского района Симферопольского уезда, а в 1922 году уезды получили название округов. 11 октября 1923 года, согласно постановлению ВЦИК, в административное деление Крымской АССР были внесены изменения, в результате которых был ликвидирован Сарабузский район и образован Симферопольский и село включили в его состав.Согласно Списку населённых пунктов Крымской АССР по Всесоюзной переписи 17 декабря 1926 года, в селе Авель, Камбарского сельсовета Симферопольского района, числилось 29 дворов, из них 28 крестьянских, население составляло 149 человек, из них 128 немцев, 8 русских, 1 украинец, 3-е татар, 3 записаны в графе «прочие», действовала немецкая школа. Постановлением президиума КрымЦИК от 26 января 1935 года «Об образовании новой административной территориальной сети Крымской АССР» был создан Сакский район и село включили в его состав. Согласно сборнику «Города и села Украины. Автономная Республика Крым. Город Севастополь. Историко-краеведческие очерки», в 1935 году был образован Крымский сельский совет и на 1940 год он уже существовал в составе Сакского района. По данным всесоюзной переписи населения 1939 года в селе проживало 468 человек. Вскоре после начала Великой Отечественной войны, 18 августа 1941 года крымские немцы были выселены, сначала в Ставропольский край, а затем в Сибирь и северный Казахстан.
Во время Отечественной войны, при обороне Крыма, 31 октября 1941 года в окрестностях села части 7-й бригады морской пехоты под командованием полковника Жидилова прикрывали отход Приморской армии. Конкретно у Авеля располагался 2-й батальон под командованием капитана М. П. Дьячкова, удерживавший позиции до конца дня, когда был получен приказ отойти. Погибшие в том бою были похоронены в братской могиле. В январе 1942 года близ села были схвачены и расстреляны 7 моряков, пытавшихся после неудачи Евпаторийского десанта, прорваться в Севастополь (имена погибших не установлены). Моряков похоронмлм местные жители. В послевоенные годы над братской могилой установили обелиск, в 1980 году заменённый на современный мемориал. Приказом Министерства культуры Украины № 604 от 4 июля 2013 года мемориал объявлен памятником истории местного значения. В годы войны на фронтах сражались 42 жителя племптицезавода «Крымский», 14 из них погибли, 34 награждены орденами и медалями. В их честь в 1965 году в центре села памятный знак (автор неизвестен) с мемориальной плитой, на которой выбиты фамилии погибших. Решением Крымского облисполкома № 595 от 5 сентября 1969 года, памятный знак объявлен памятником истории местного значения. Постановлением Совета министров Республики Крым № 627 от 20 декабря 2016 года оба памятника отнесены к категории объектов культурно-исторического наследия России регионального значения.

После освобождения Крыма от фашистов, 12 августа 1944 года было принято постановление № ГОКО-6372с «О переселении колхозников в районы Крыма», по которому в район из Курской и Тамбовской областей РСФСР в район переселялись 8100 колхозников, а в начале 1950-х годов последовала вторая волна переселенцев из различных областей Украины. В те годы Авель подчинялся Темеш-Вакуфскому сельсовету. С 25 июня 1946 года Авель в составе Крымской области РСФСР. Указом Президиума Верховного Совета РСФСР от 18 мая 1948 года, Авель переименовали в Крымское. 26 апреля 1954 года Крымская область была передана из состава РСФСР в состав УССР. С 13 апреля 1960 года Крымский — центр сельсовета в составе Симферопольского района. На 1 января 1968 года село, вместе с советом, в Сакском районе. По данным переписи 1989 года в селе проживало 930 человек. С 12 февраля 1991 года село в восстановленной Крымской АССР, 26 февраля 1992 года переименованной в Автономную Республику Крым. С 21 марта 2014 года в составе Крыма аннексировано Россией.

## Население
| 2001 | 2014  |
| ---- | ----- |
| 1952 | ↘1822 |

Всеукраинская перепись 2001 года показала следующее распределение по носителям языка
| Язык             | Процент |
| ---------------- | ------- |
| русский          | 79.15   |
| украинский       | 12.24   |
| крымскотатарский | 6.66    |
| другие           | 0.77    |

### Динамика численности
| - 1864 год — 32 чел. - 1889 год — 135 чел. - 1892 год — 27 чел. - 1900 год — 98 чел. - 1904 год — 74 чел. - 1911 год — 83 чел. - 1915 год — 48/53 чел. - 1918 год — 86 чел. | - 1926 год — 149 чел. - 1939 год — 468 чел. - 1974 год — 1431 чел. - 1989 год — 930 чел. - 2001 год — 1952 чел. - 2009 год — 32 чел. - 2014 год — 1822 чел. |

## Современное состояние
На 2016 год в Крымском числятся площадь им М. П. Ушакова, 30 улиц, Ярковское шоссе и 1 переулок; на 2009 год, по данным сельсовета, село занимало площадь 258,3 гектара, на которой в 708 дворах числилось 2158 жителей. В селе действуют средняя школа-гимназия, врачебная амбулатория библиотека,, детский сад «Сказка», почта, дом культуры, имеется церковь святого преподобного Евфимия Великого. Крымское связано автобусным сообщением с Саками.